# Marionna Schlatter

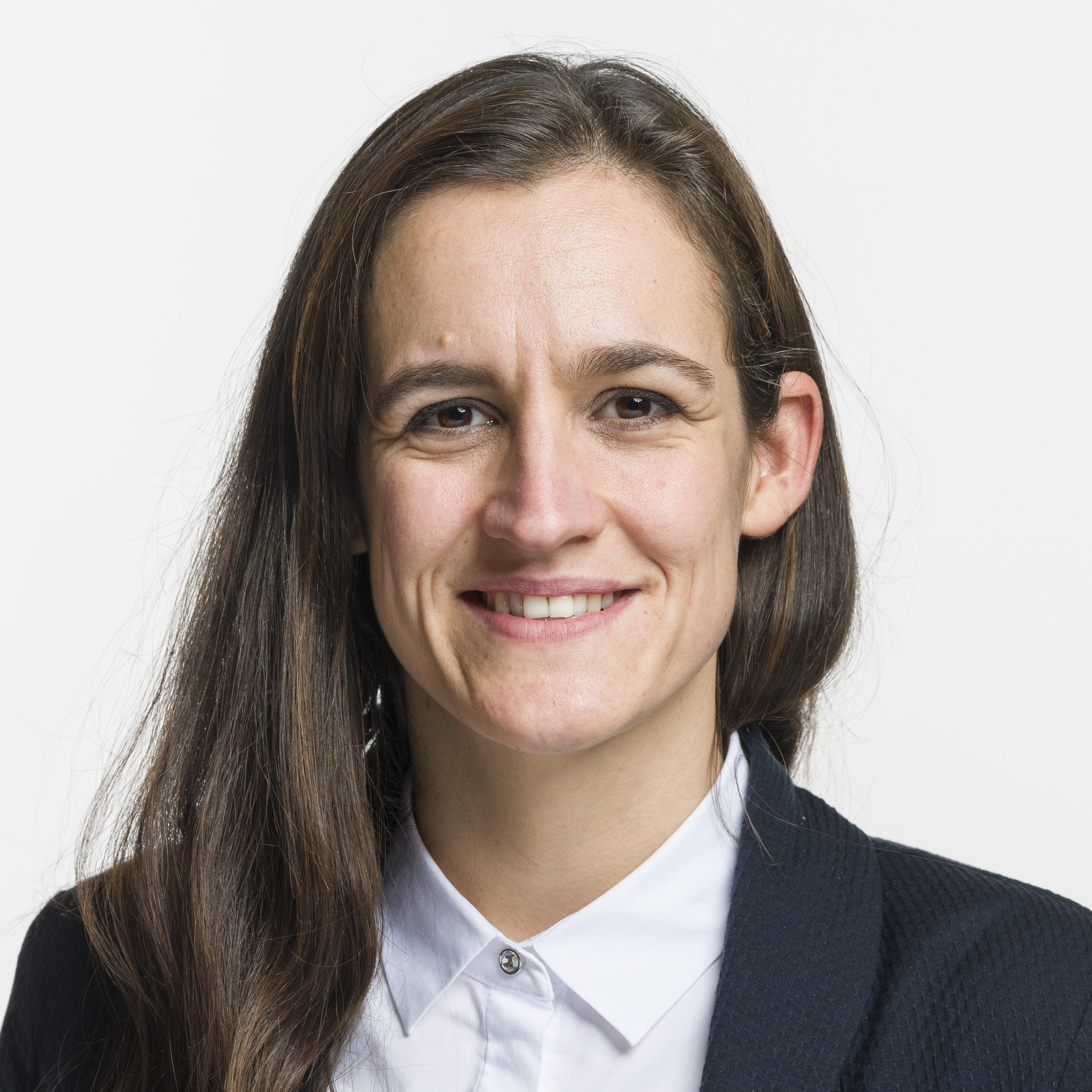
Marionna Schlatter (2019)

Marionna Schlatter-Schmid (* 14. November 1980) ist eine Schweizer Politikerin (Grüne) und seit 2019 gewähltes Mitglied des Nationalrats.

## Werdegang
Marionna Schlatter wurde 1980 als Tochter eines Schweizers und einer Ungarin geboren. Sie ist im Zürcher Oberland aufgewachsen. Von 2000 bis 2007 studierte sie Soziologie, Kunstgeschichte sowie französische Sprachwissenschaft an der Universität Zürich und schloss das Studium mit einem Master ab.
Von 2008 bis 2010 war sie Kampagnenkoordinatorin bei den Jungen Grünen Zürich. Sie war von 2011 bis 2020 Präsidentin der Grünen des Kantons Zürich und 2019 im Kantonsrat von Zürich für den Wahlkreis Hinwil (Wahlkreis 11). Marionna Schlatter gehört zu der Millennial-Generation von Grünen Politikern, die seit den 2000er Jahren in der Politik engagiert sind. Sie ist zudem im Vorstand der Grünen Partei Schweiz und der Grünen Hinwil.
Im Herbst 2019 kandidierte Marionna Schlatter in den Schweizer Parlamentswahlen des 20. Oktobers im Kanton Zürich für den Ständerat sowie für den Nationalrat, in letzteren wurde sie gewählt. In den Parlamentswahlen 2023 wurde sie erneut bestätigt. Sie ist Mitglied der Kommission für Verkehr und Fernmeldewesen und der Sicherheitspolitischen Kommission.
Für die Wahlen an Delegiertenversammlung der Grünen Schweiz vom 6. April 2024 kandidierte sie um das Amt als Vizepräsidentin.
Am 28. Juni 2025 wurde sie, als Nachfolgerin von Martina Munz, zur Präsidentin der Schweizer Allianz Gentechfrei (SAG) gewählt.

## Politische Tätigkeit
Als Kantonsrätin reichte sie 2019 zwei Vorstösse ein: eine Anfrage an den Regierungsrat des Kantons Zürich zum Thema Pestizide und die Motion «Rahmenkredit zur Förderung eines klimagerechten Waldbaus», mit der sie den Regierungsrat aufforderte, dem Kantonsrat einen Rahmenkredit zur Förderung klimagerechten Waldbaus vorzulegen.
Marionna Schlatter ist in den Initiativkomitees mehrerer Volksinitiativen: der Kulturlandinitiative, der Zersiedelungsinitiative, der Natur-Initiative, der Kreislaufinitiative und der Initiative für einen fairen Mehrwertausgleich.

### Positionen

#### Umweltpolitik
Schlatter vertritt eine dezidiert umweltfreundliche Politik mit Reformen hin zu einer nachhaltigen Wirtschaft. Sie sieht die menschengemachte globale Erwärmung als Krise, welche dringend umfassende Massnahmen erfordert. Sie befürwortet den Ersatz von bestehenden Öl- und Gasheizungen und die rasche Einführung nationaler Vorgaben für zu ersetzende Heizungen, um den Umstieg auf erneuerbare Heizsysteme voranzutreiben. Lenkungsabgaben sollen, sofern sie die wirtschaftlich schwächeren Segmente der Gesellschaft betreffen, möglichst sozialverträglich umgesetzt werden. Für den Biodiversitäts- und Artenschutz verlangt Schlatter deutlich mehr finanzielle Mittel vom Bund. In der Agrarpolitik will Schlatter eine Umlagerung der Direktzahlungen von Pauschalbeiträgen (v. a. der Flächenbeiträge für «Versorgungssicherheit») zugunsten von Beiträgen für konkrete Leistungen im Bereich Umwelt und Biodiversität. Zudem fordert sie einen verbindlichen Absenkpfad für die Verwendung von synthetischen Pestiziden in der Schweiz.
Sie lehnt den Gebrauch von genetisch modifizierten Organismen in der Landwirtschaft ab und will eine Verlängerung des Moratoriums für den Anbau von gentechnisch veränderten Pflanzen in der Schweiz.
Schlatter ist gegen den Ausbau der Atomenergie und befürwortet einen raschen Rückbau der nuklearen Energiegewinnung in der Schweiz, welcher idealerweise mit Effizienzsteigerungsmassnahmen und erneuerbaren Energien – vornehmlich Solarenergie – kompensiert werden soll.

#### Sozialpolitik
Sie steht für eine soziale Politik und den Ausbau des Sozialstaates. Dazu gehören die Einführung des Vaterschaftsurlaubes, die Förderung von familienergänzenden Betreuungsstrukturen, die Förderung der Gleichstellung von Mann und Frau und die gleichgeschlechtliche Ehe.

## Berufliches und Persönliches
2000 bis 2014 arbeitete Marionna Schlatter bei einer Kampagnenagentur.
Seit 2002 leitet sie Kurse in Pilzkunde (Mykologie). Bereits im Alter von 14 Jahren absolvierte sie das Diplom zur Pilzkontrolleurin. Heute ist sie im Vorstand der Vereinigung der amtlichen Pilzkontrollorgane (VAPKO) tätig.
Sie ist verheiratet und hat zwei Kinder.